# TPS Homecinéma
TPS Homecinéma est une chaîne de télévision française appartenant au Groupe TPS ayant émis entre 1997 et 2007.

## Histoire
Cinéstar 2 est lancée par TPS le 12 janvier 1997. Elle est alors diffusée de 6 heures à minuit.
Le 1er septembre 2003, TPS lance son bouquet cinématographique TPS Premium composé de 7 chaînes. Pour marquer ce changement, Cinéstar 2 devient TPS Homecinéma, changeant de même sa programmation.
À la suite de la fusion des bouquets TPS et de Canalsat, TPS Homecinéma est supprimée le 21 mars 2007.

### Identité visuelle (logo)

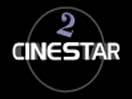
Logo de Cinéstar 2 du 12 janvier 1997 au 18 septembre 2001.
Logo de Cinéstar 2 du 19 septembre 2001 au 31 août 2003.
Logo de TPS Homecinéma du 1er septembre 2003 au 21 mars 2007.

## Programmes
La chaîne diffuse 10 films par jour en semaine et 14 dans le week-end. Les films sont alors également disponibles en version originale sous titrée ainsi qu'en 16:9.
Elle diffuse des grands films de cinéma, récents ainsi que leurs bonus (interviews, making of, courts métrages...) en qualité DVD.

## Diffusion
Elle est alors disponible sur TPS par satellite et par ADSL.